# Olivia Clavel
Olivia Clavel, conosciuta all'interno del collettivo Bazooka con lo pseudonimo di Electric Clito (Parigi, 1955), è un'artista e fumettista francese.

## Biografia
Olivia Clavel nasce a Pariginel 1955, da padre pittore.
Nel 1972 inizia a frequentare l'École nationale supérieure des beaux-arts di Parigi, partecipando all'atelier Arte e comunicazione, dove incontra alcuni giovani artisti che, come lei, cercano il rinnovamento. Nel 1975, Christian Chapiron (Kiki Picasso), Jean-Louis Dupré (Loulou Picasso), Olivia Clavel (Electric Clito), Lulu Larsen, Bernard Vidal (Bananar) e Jean Rouzaud creano assieme il collettivo Bazooka. 

## Carriera
All'interno del collettivo Bazooka, in cui è l'unico membro donna col nome di Electric Clito, Olivia Clavel, per incominciare, fa essenzialmente del collage, rimaneggiando le immagini attraverso il disegno o la pittura. Il collettivo è rapidamente associato al movimento punk, e la Clavel stessa afferma di voler investire i media per
Olivia Clavel si lancia in particolare nel fumetto, in cui cambia non solo le convenzioni del suo gruppo ma anche del fumetto in generale. Nel 1976 inizia a pubblicare le avventure di “Joe Télé”, il suo alter ego fittizio dalla testa a forma di schermo. Per molti anni firma le sue opere con il nome di Olivia “Télé” Clavel. Dopo vari anni si allontana dal fumetto e dai comics, per dedicarsi maggiormente alla pittura.
Nel 2002 ricomincia a collaborare al progetto Un Regard moderne, appartenuto originariamente al quotidiano Libération, e ripreso in seguito, sotto la forma di blog, da Loulou Picasso. Partecipa anche ad alcuni progetti video: Traitement de substitution n°4 e L'Oeil du Cyclone.

Nel giugno 2013, espone una collezione intitolata “Vers Jung” alla galleria Jean-Marc Thévenet di Parigi. Delle sue pitture dice: 

## Opera

### Fumetto
- Charlie Mensuel regolarmente a partire dal 1977. È pubblicata per la prima volta all'età di 16 anni.
- Métal Hurlant dal 1976
- AH! NANA
- L'écho des savanes
- Libération, all'interno di Bazooka - afferma di averci lavorato

### Illustrazioni di copertine di album
- Don't Forget the Nite dei Rita Mitsouko
- Le Nougat di Brigitte Fontaine